# Agrimonia striata
Agrimonia striata är en rosväxtart som beskrevs av André Michaux. Agrimonia striata ingår i släktet småborrar, och familjen rosväxter. Inga underarter finns listade i Catalogue of Life.

## Bildgalleri

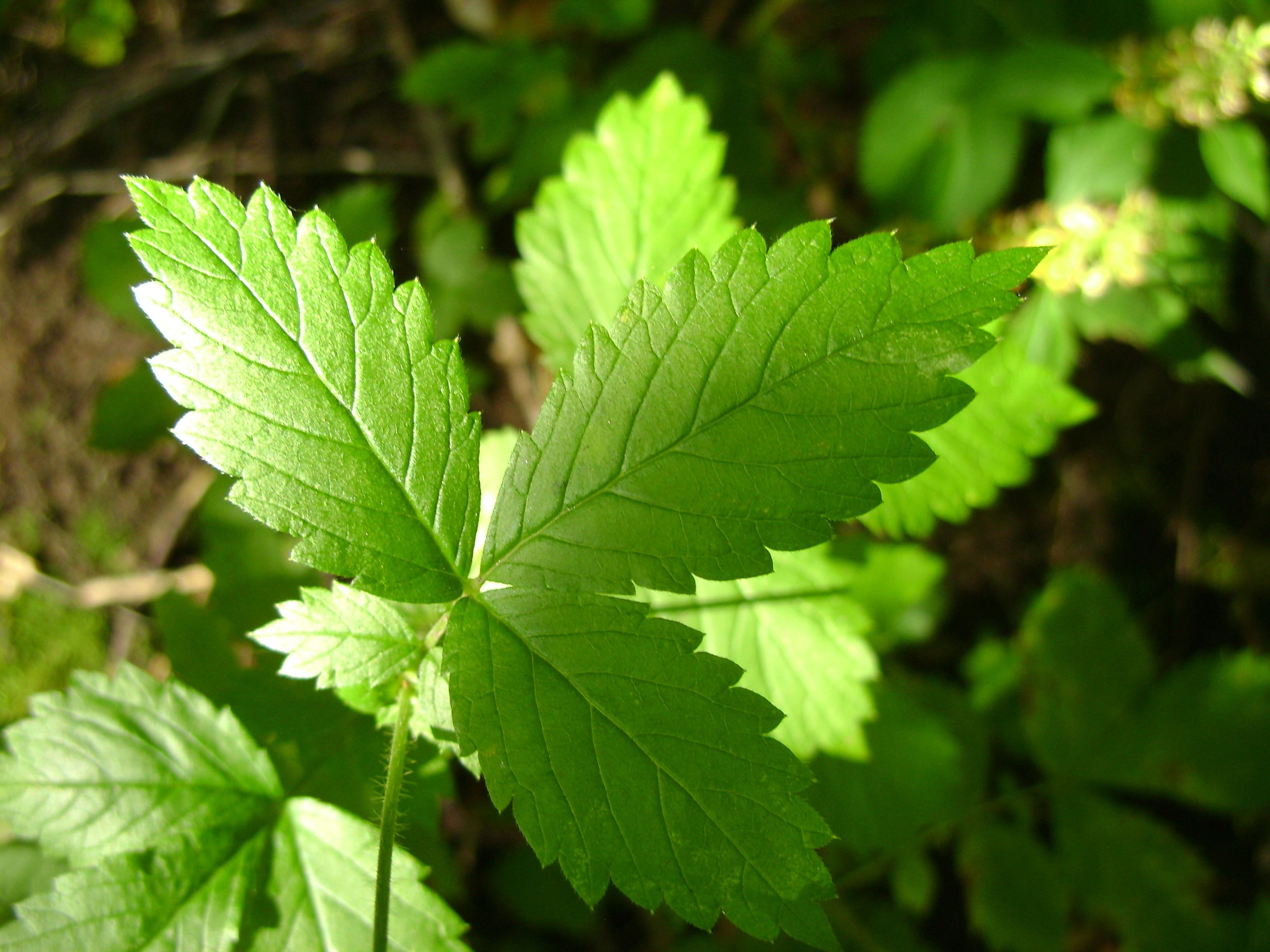
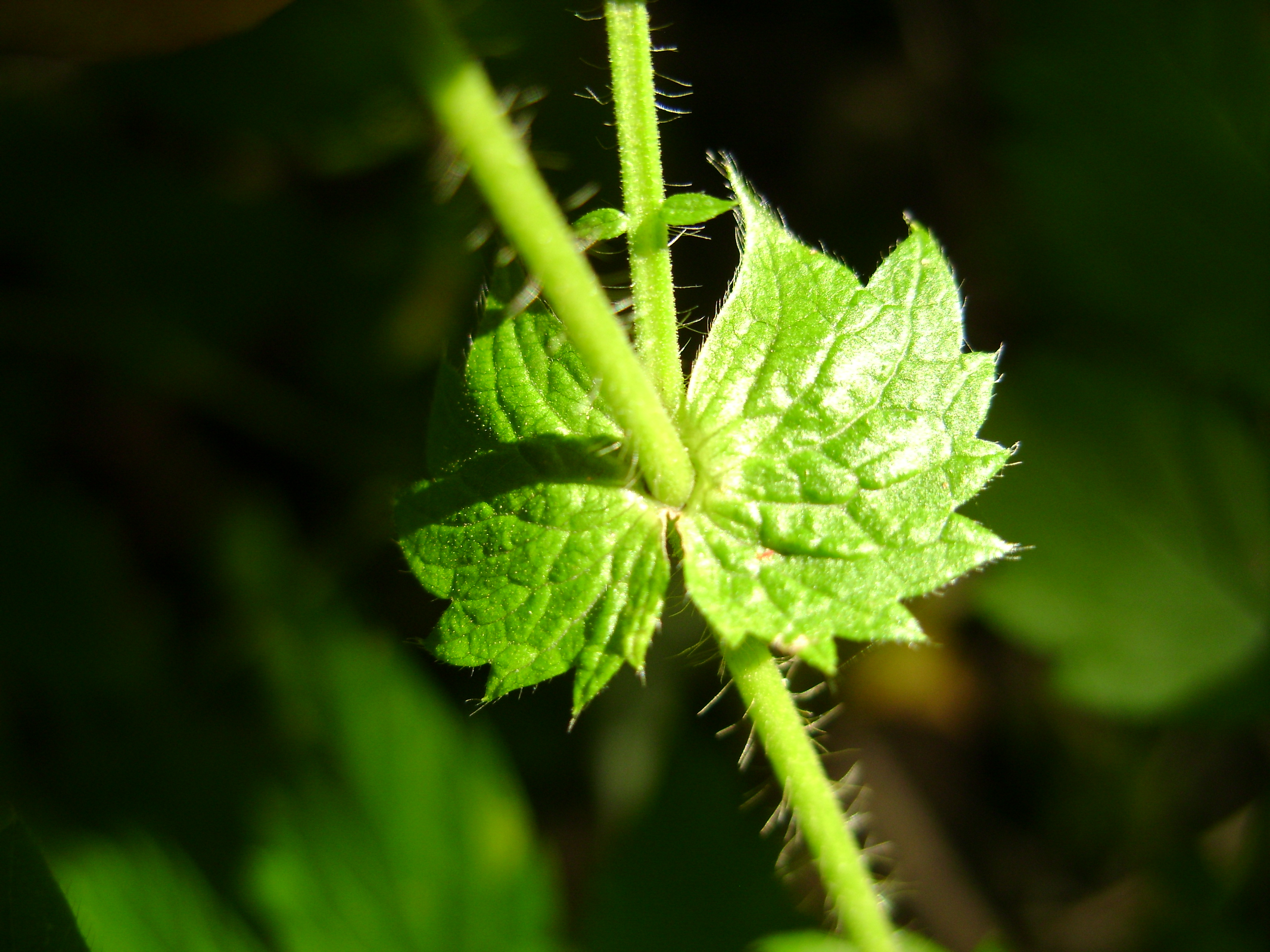
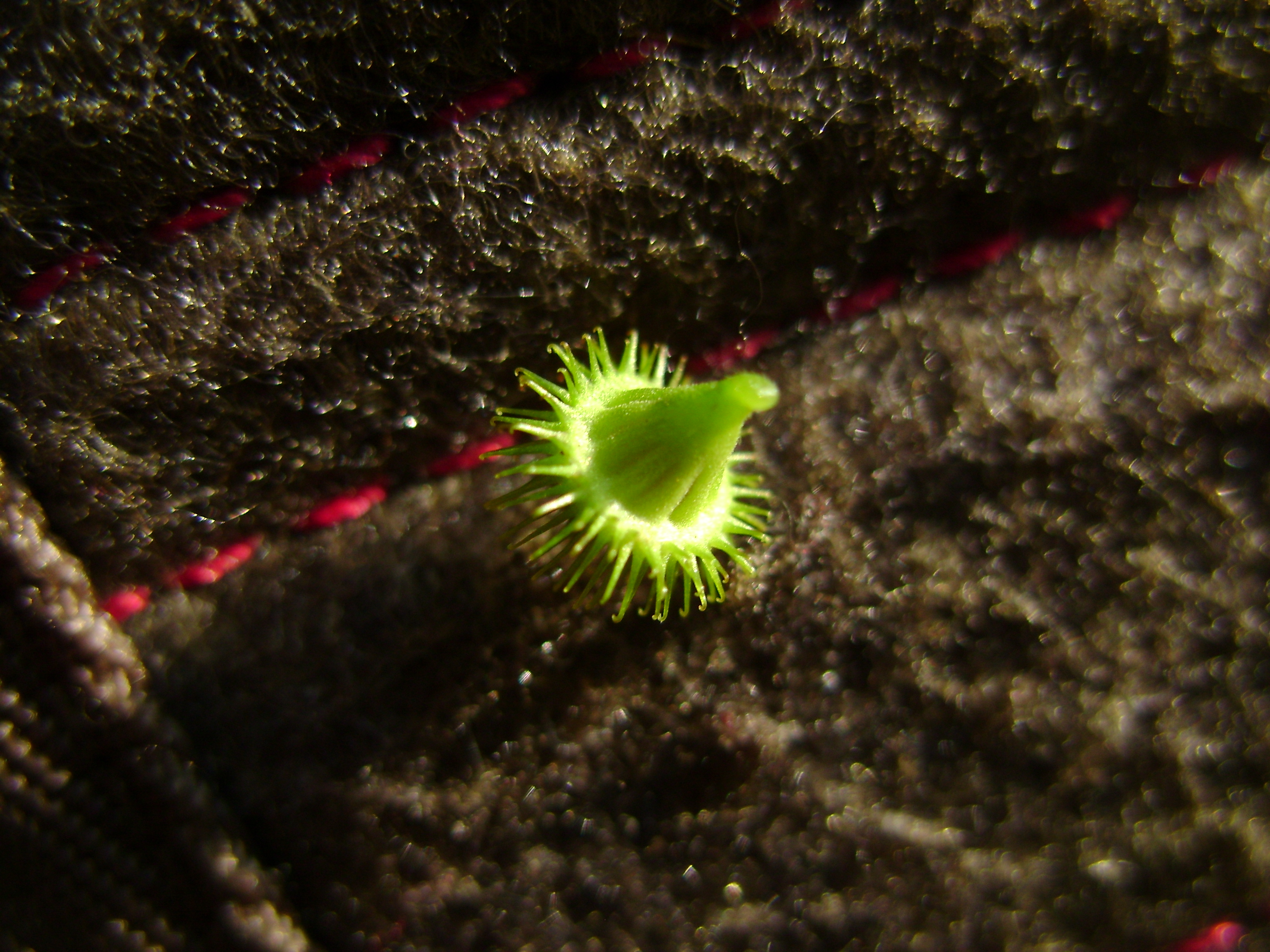
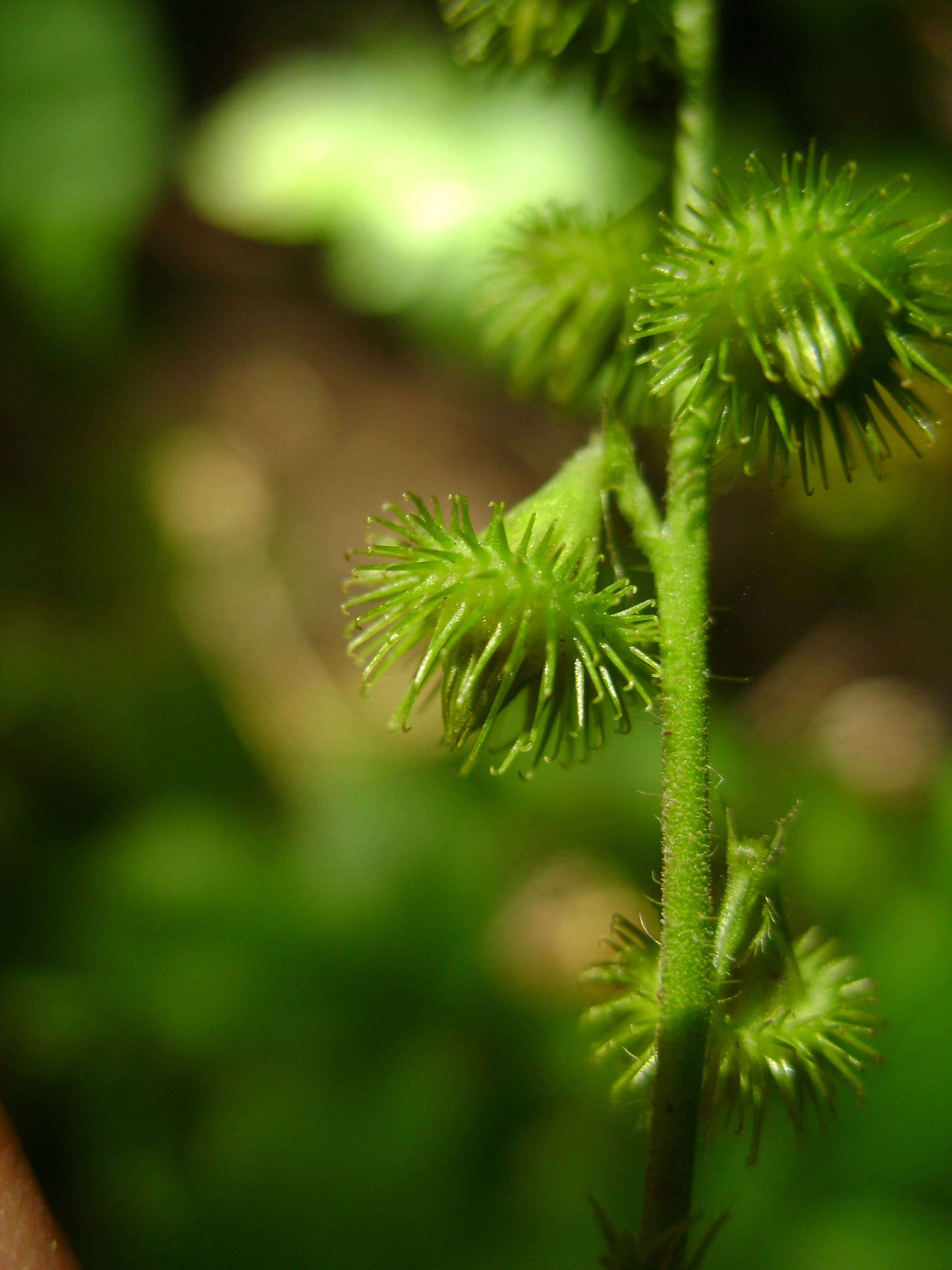